# Dreifaltigkeitskirche (Speyer)
Die Dreifaltigkeitskirche in Speyer ist eine spätbarocke, evangelische Gemeindekirche. Sie ist seit dem Jahr 1988 schutzwürdiges Kulturgut im Sinne des Artikels 1 der Haager Konvention zum Schutz von Kulturgut bei bewaffneten Konflikten.

## Geschichte

### Historischer Hintergrund des Kirchenbaus und Schwesterkirche Heiliggeistkirche
1689 wurde die Stadt Speyer, deren Bürger seit der Reformation überwiegend Lutheraner, zum kleinen Teil reformierte Christen waren, auf Befehl Ludwigs XIV. im Pfälzischen Erbfolgekrieg zerstört. Die Einwohnerschaft flüchtete über den Rhein, viele davon nach Frankfurt am Main, da auch die Kurpfalz bis Heidelberg zerstört war. Erst zehn Jahre später 1698 kehrte ein Teil der Bewohner zurück.
Den ersten Kirchenbau begann die kleine reformierte Gemeinde 1700–1702 mit der Heiliggeistkirche.
Die lutherische Gemeinde räumte im Winter 1700/01 die Trümmer der Zerstörungen von 1689 weg. Im April begannen die Fundamentierungsarbeiten, so dass am 22. April 1701 der Grundstein gelegt wurde.
Der Rat der Stadt ließ wenige Tage später einen zweiten Grundstein legen, dem neben der lutherischen Kirchenordnung von 1700 und dem Augsburger Bekenntnis von 1530 eine Zinntafel beigelegt wurde, die besagte, „daß nach der barbarischen Zerstörung der Stadt durch gallische Hände diese Kirche zum Ruhme Gottes und zur Zierde der Stadt“ errichtet wurde.

### Bauzeit
Das Fundament der Dreifaltigkeitskirche wurde im Jahre 1701 von dem Baumeister Johann Peter Graber gelegt. Der Rohbau wurde von 1701 bis 1703 durch den italienischen Maurermeister Paul Bagnato, der sich eingedeutscht „Paul Naß“ nannte und Vater des berühmten Barockbaumeisters Johann Caspar Bagnato war, errichtet. Im Herbst 1703 bedrohte der Spanische Erbfolgekrieg die Stadt Speyer. Daher wurde am 17. Oktober 1703 beschlossen, die Gottesdienste der lutherischen Gemeinde von der bis dahin genutzten Gottesackerkirche vor den Stadttoren in die noch unfertige Dreifaltigkeitskirche innerhalb der Stadtmauern zu verlegen.
Ab 1704 begann der Bau der hölzernen Emporen. Die Bauarbeiten im Innenbereich der Kirche zogen sich jedoch wegen Geldmangel bis zum Jahr 1717 hin. Die Orgel wurde 1715 beim Mainzer Orgelbauer Johann Anton Ignaz Will in Auftrag gegeben und Anfang 1717 eingebaut.
Am 31. Oktober 1717, dem Tag des 200-jährigen Jubiläums der Reformation, wurde die Dreifaltigkeitskirche feierlich eingeweiht.

### Französische Revolution
Im Jahre 1792 wurde Speyer durch französische Revolutionstruppen erobert. Am zweiten Weihnachtstag 1793 fand der letzte Gottesdienst in der Dreifaltigkeitskirche statt. Danach wurde die Kirche geplündert, die kirchlichen Gefäße mussten ausgeliefert werden, die Glocken sowie die Orgelpfeifen wurden entfernt, sodass das Gebäude schließlich kein Metall mehr enthielt. In der Endphase der napoleonischen Feldzüge wurde die Kirche als Lazarett für verwundete Soldaten genutzt, erst ab 1814 fanden wieder Gottesdienste statt.

### Kirchenunion
In der zweiten Hälfte des 18. Jahrhunderts fanden erste Annäherungen zwischen Reformierten und Lutheranern statt. Die Erfahrungen in der Zeit der Französischen Revolution verstärkten die Annäherung. Am Reformationsfest am 31. Oktober 1817 beschloss die reformierte Gemeinde in Speyer, ihre Kirche umzubenennen in Kirche zum heiligen Geist. Von da an diente die Kirche der vereinten protestantischen Gemeinde.
Dies geschah ein Jahr vor der eigentlichen Union der Kirchen in der Pfalz. Bei einer Befragung der rund 130.000 reformierten und 108.000 lutherischen Protestanten in den Kirchengemeinden der Pfalz stimmten 40.167 für die Union, nur 539 dagegen. In der Pfalz tagte zur Festlegung eines gemeinsamen Glaubensbekenntnisses ab 16. August 1818 in Kaiserslautern eine Generalsynode der lutherischen und reformierten Gemeinden. Am 1. Advent 1818 (29. November 1818) schloss man sich zu einer Union zusammen, was mit einem feierlichen gemeinsamen Gottesdienst begangen wurde.
Bis zur Fertigstellung der Gedächtniskirche im Jahre 1904 blieb die Dreifaltigkeitskirche die evangelische Hauptkirche von Speyer. Ab 1904 fanden die Gottesdienste während des Winterhalbjahres nur in der Dreifaltigkeitskirche statt, denn die Gedächtniskirche wurde bis 1965 im Winter nicht beheizt und diente daher lediglich als Sommerkirche.
1979 wurden regelmäßige Gottesdienste in der Heiliggeistkirche eingestellt. Die Gottesdienste finden regelmäßig nur noch in der Dreifaltigkeitskirche statt.

## Architektur

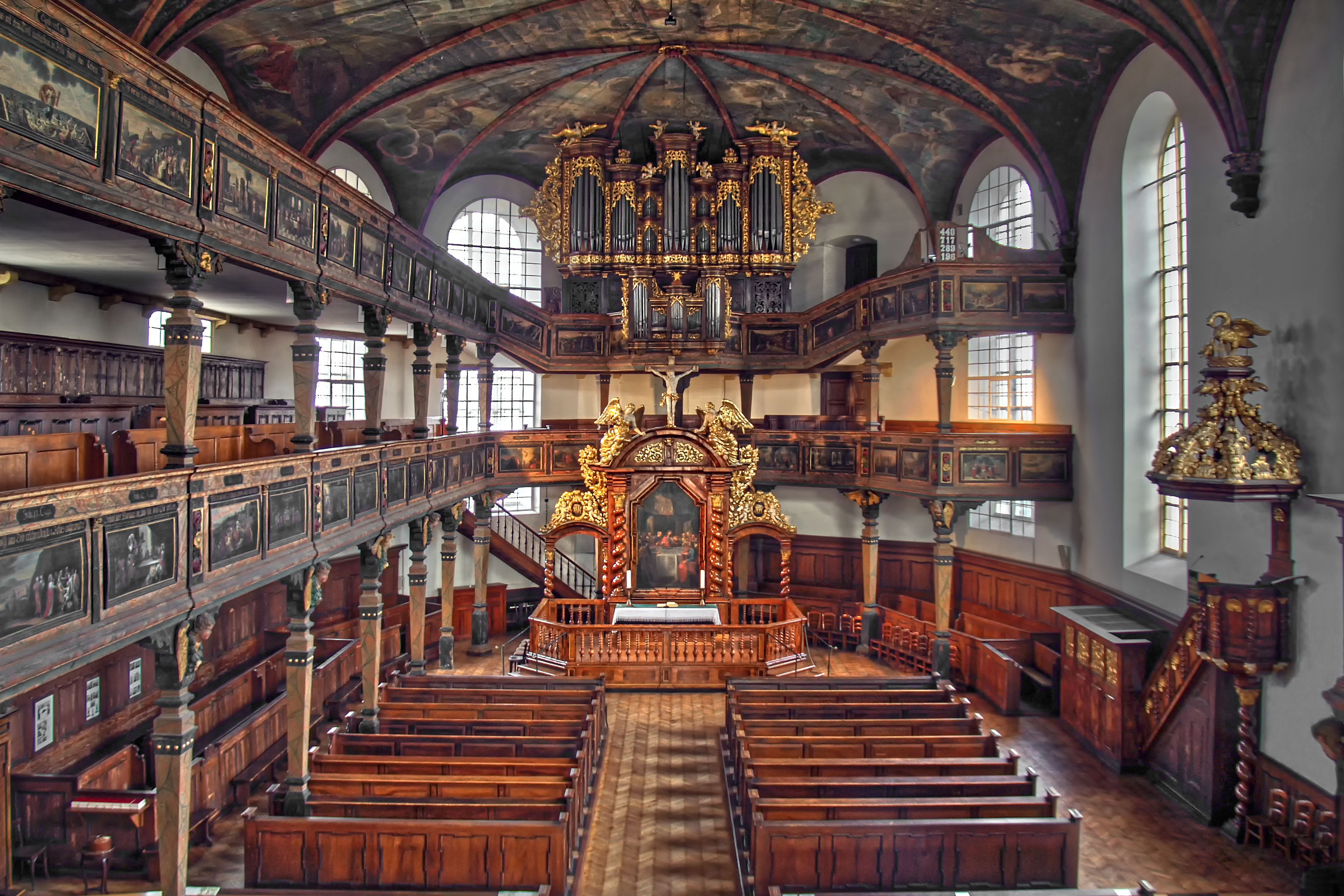
Innenansicht

Die Speyerer Dreifaltigkeitskirche ist ein Barockbau und geht direkt auf die Katharinenkirche in Frankfurt am Main zurück, die 1678 bis 1680 von Melchior Heßler erbaut wurde. Sie wurde zwischen 1701 und 1717 gebaut. Baumeister war der Mannheimer Architekt Johann Peter Graber. Die Kirche gilt als „herausragende Leistung evangelischer Kirchenbaukunst und als Juwel des Barock“.
Die Kirche ist nach Nordosten ausgerichtet. Der geräumige Saal besitzt einen Chorabschluss aus fünf Seiten eines Zehnecks. Die Wände sind wegen der Emporen ungegliedert. Die hölzerne Decke besitzt ein sehr flaches Kappengewölbe über halbkreisförmige Schildbögen.
Die Fassade ist nicht mehr original, da unter der französischen Besatzung 1794 die fünf Steinfiguren vom Giebel der Fassade gestürzt wurden. Der jetzige Fassadengiebel wurde im Jahr 1891 nach den Plänen des Speyerer Architekten Heinrich Jester neu gestaltet.
Die Ausstattung der Kirche stammt vollständig aus der Erbauungszeit. Die Deckengemälde stützen sich auf mittelalterliche Darstellungsformen. Sie sind durchweg wie Tafelbilder konzipiert. Nachweisbar gehen 20 Szenen auf die Bilderbibel des Matthäus Merian zurück. Die Illustrationen der kirchlichen Szenen dienen dem Verständnis und der Verbreitung des Wort Gottes, ganz im Sinne des lutherischen Glaubens. Anders als bei barocken Deckenmalereien üblich, fehlt hier die Ausrichtung auf eine Sichtachse.

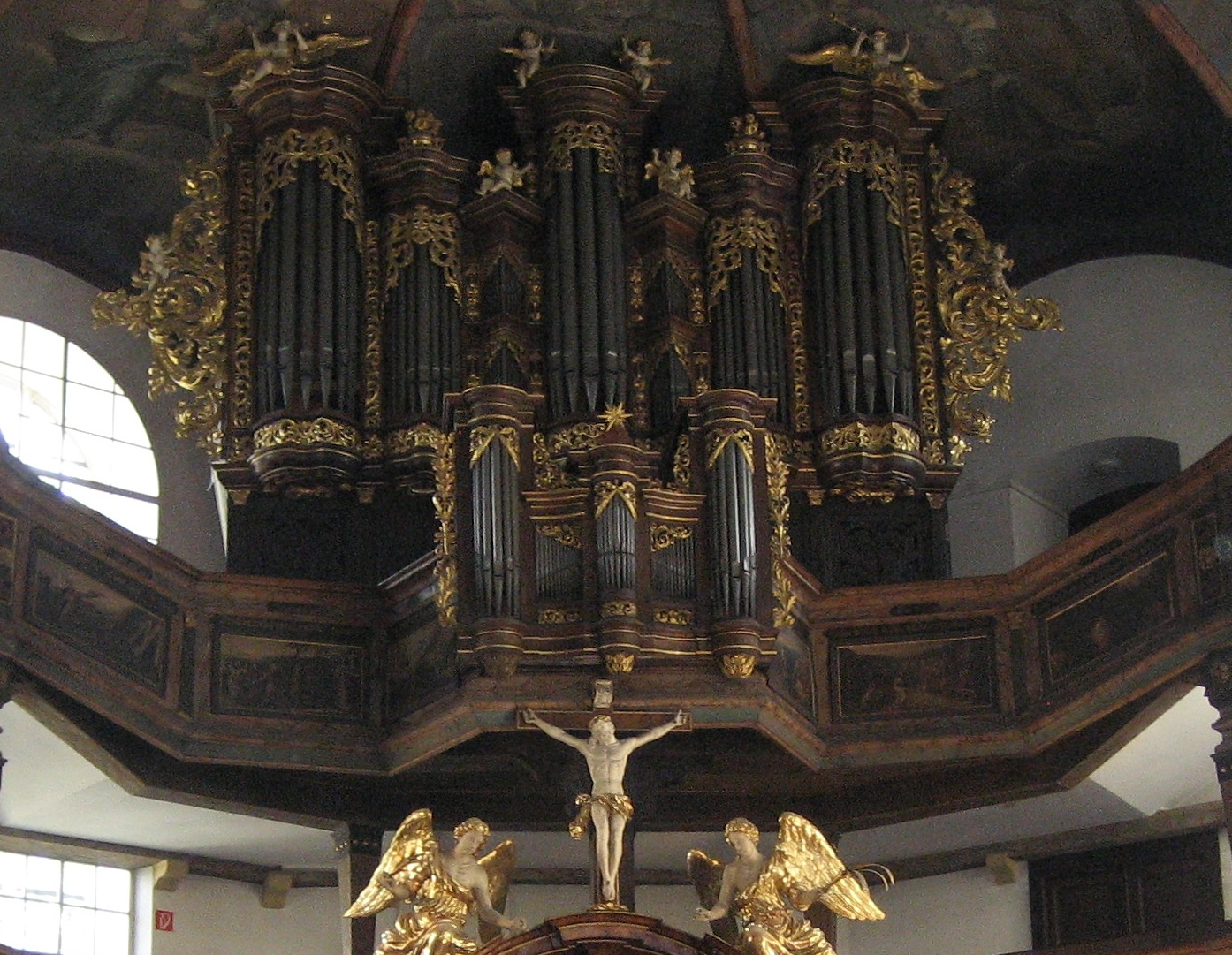
Orgel über dem Altar

## Orgel
Die Orgel der Dreifaltigkeitskirche befindet sich oberhalb des Altares in dem historischen Prospekt, der von Christian Dathan um 1716 für die erste Orgel der Kirche erbaut worden war. Das Instrument wurde 1929 von der Orgelbaufirma G. F. Steinmeyer & Co. aus Oettingen, unter Verwendung von Pfeifenmaterial der Vorgängerorgel aus dem Jahr 1812, erbaut. Diese wurde ursprünglich von Johann Georg Geib (Frankenthal) erbaut und 1882 von Johann Jelaćić (Speyer) rekonstruiert, wobei sie mit zusätzlichen Registern an den Zeitgeschmack angepasst wurde. Die Orgel verfügt heute über 41 Register, verteilt auf drei Manuale und Pedal. Das Instrument hat elektropneumatische Trakturen.
Seit 2020 ist die Orgel wegen Mängeln in der Elektrik aus Brandschutzgründen stillgelegt. 2022 wurde ein Neubauprojekt unter Nutzung des historischen Prospektes vorgestellt, das von den Orgelbaufirmen Alexander Schuke und Tilman Trefz ausgeführt wird.
| I Hauptwerk C–g3 |             |        |
| 01.              | Bordun      | 16′    |
| 02.              | Principal   | 08′    |
| 03.              | Quintade    | 08′    |
| 04.              | Gedeckt     | 08′    |
| 05.              | Oktave      | 04′    |
| 06.              | Rohrflöte 0 | 04′    |
| 07.              | Quinte      | 02 ⁄3′ |
| 08.              | Oktave      | 02′    |
| 09.              | Cornett     | 04′    |
| 10.              | Mixtur      | 02′    |
| 11.              | Trompete    | 08′    |

| II Brüstungspositiv C–g3 |              |       |
| 12.                      | Gedeckt      | 8′    |
| 13.                      | Prästant     | 4′    |
| 14.                      | Traversflöte | 4′    |
| 15.                      | Blockflöte   | 2′    |
| 16.                      | Quinte       | 1 ⁄3′ |
| 17.                      | Zimbel IV    |       |
|                          | Tremulant    |       |
|                          | Zimbelstern  |       |

| III Schwellwerk C–g3 |             |         |
| 18.                  | Rohrflöte   | 16′     |
| 19.                  | Principal   | 08′     |
| 20.                  | Flöte       | 08′     |
| 21.                  | Salicional  | 08′     |
| 22.                  | Oktave      | 04′     |
| 23.                  | Nachthorn   | 04′     |
| 24.                  | Nasat       | 02 ⁄3′  |
| 25.                  | Superoktav  | 02′     |
| 26.                  | Spitzflöte  | 02′     |
| 27.                  | Terz        | 01 3⁄5′ |
| 28.                  | Sifflöte    | 01′     |
| 29.                  | Scharf V    |         |
| 30.                  | Rankett     | 16′     |
| 31.                  | Krummhorn 0 | 08′     |
| 32.                  | Regal       | 04′     |
|                      | Tremulant   |         |

| Pedal C–f1 |                       |         |
| 33.        | Violonbass            | 16′     |
| 34.        | Subbass               | 16′     |
| 35.        | Zartbass              | 16′     |
| 36.        | Quintbass             | 10 2⁄3′ |
| 37.        | Oktavbass             | 08′     |
| 38.        | Violon-Cello          | 08′     |
| 39.        | Oktave                | 04′     |
| 40.        | Waldflöte             | 02′     |
| 41.        | Rauschpfeife          | 02 ⁄3′  |
| 42.        | Posaune               | 16′     |
| 43.        | Rankett (= Nr.30)     | 16′     |
| 44.        | Krummhorn (= Nr.32) 0 | 08′     |

## Läutturm und Glocken

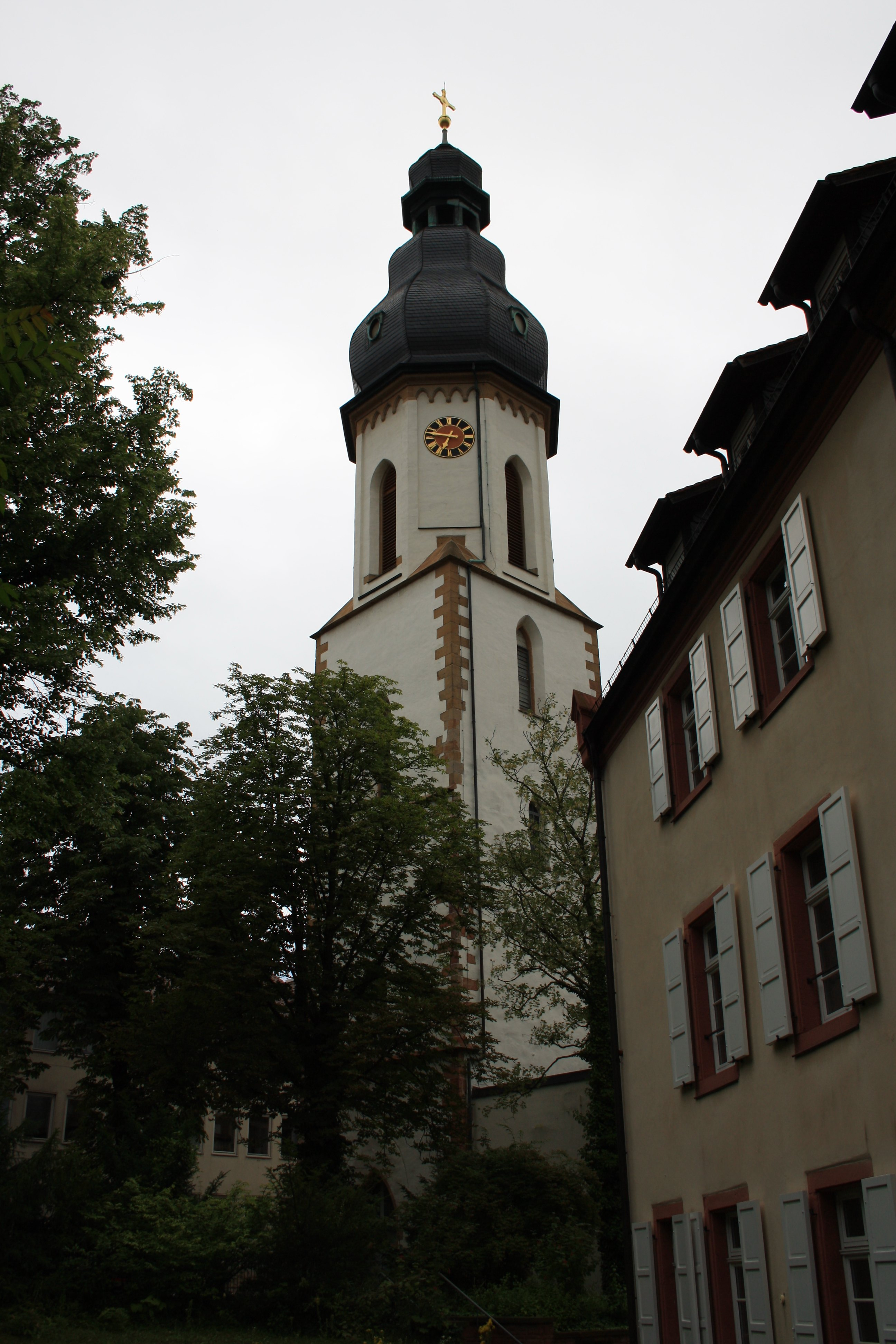
Läutturm

Der sogenannte Läutturm gehörte zur mittelalterlichen St. Georgenkirche, von der nichts erhalten geblieben ist. Zwischen 1689 und 1822 blieb der Turm nur als Stumpf übrig. Im Jahre 1818 goss die Gießerei Sprinkhorn et Schrader aus Frankenthal ein dreistimmiges Geläut, das sich für den 1717 errichteten Dachreiter der Dreifaltigkeitskirche als zu groß erwies. Der Läutturm wurde wieder aufgebaut, um das neue Geläut aufnehmen zu können. Am 2. Juli 1891 verbrannte der Turm samt Uhr und Glocken. Im gleichen Jahr goss Andreas Hamm aus Frankenthal ein neues Geläut mit den Tönen des c-Moll-Dreiklangs (c1, es1 und g1), die somit auf das Geläut des Domes abgestimmt waren. Sie trugen die Inschriften „Gottes Wort bleibt in Ewigkeit“, „Es ist noch eine Ruhe vorhanden im Volke Gottes“ und „Freuet Euch in dem Herrn allewege“. Zunächst wurden sie in einem Glockenhaus auf dem Kirchengarten und nach Wiederaufbau des Läutturmes dort läutbar aufgehängt; 1917 mussten die Glocken zu Kriegszwecken abgeholt werden. Darauf folgten 1924 drei Glocken aus der gleichen Gießerei, diesmal in den Tönen c1 (Notglocke), es1 (Glaubensglocke) und f1 (Himmelsglocke). Im Zweiten Weltkrieg wurde dieses Geläut vernichtet.
Im Dachreiter der Dreifaltigkeitskirche selbst hängt seit 1951 die Vaterunserglocke im Ton b1; sie wurde von Friedrich Wilhelm Schilling gegossen. Darauf abgestimmt goss die Karlsruher Glocken- und Kunstgießerei 1964 für den Läutturm drei Glocken in den gleichen Schlagtönen des ersten Geläuts (c-Moll-Dreiklang).